# Adolf Niesmann
Adolf Georg Niesmann (* 14. Februar 1899 in Nordenham; † 17. Oktober 1990 in Bad Zwischenahn) war ein Maler und Kunsterzieher in Oldenburg.

## Vita
Adolf Niesmann war der Sohn des Zollbezirkssekretärs August Georg Niesmann und dessen Ehefrau Elise Ottilie geb. Hartmann. Er verlebte die ersten Kindheitsjahre in Brake (Unterweser), besuchte die Volksschule in Oldenburg und von 1913 bis 1916 das dortige Lehrerseminar. Von 1917 bis 1918 leistete er Kriegsdienst als U-Bootfahrer in der Adria, wo er mit den Menschen und der Kultur mediterraner Länder in Berührung kam. Diese Begegnungen inspirierten ihn in seinem späteren künstlerischen Schaffen nachhaltig. Von 1918 bis 1922 studierte Adolf Niesmann an der Staatlichen Kunsthochschule in Berlin, wo er durch seinen Lehrer Bernhard Hasler in Berührung mit dem „Arbeitsrat für Kunst“ und mit der revolutionären „Novembergruppe“ kam.
Nachdem er das Staatsexamen für das höhere künstlerische Lehramt abgelegt hatte, erhielt er eine Anstellung am Alten Gymnasium in Oldenburg und schloss sich hier der 1921 gegründeten regionalen Künstlergruppe „Barke“ an. 1922 trat er auch der „Vereinigung für junge Kunst“ bei, an deren Vereinsleben er formenden Anteil nahm. Beide Gruppen waren Konzentrationspunkte progressiver Kunstbestrebungen in Oldenburg, und hier lernte Adolf Niesmann prägende Persönlichkeiten des damaligen Oldenburger Kunst- und Kulturlebens wie den Museumsdirektor Walter Müller-Wulckow (1886–1964), den Juristen und Kunstförderer Ernst Beyersdorff (1885–1952) und den Theaterintendanten Renato Mordo (1894–1955) kennen. Adolf Niesmanns große technische Begabung und sein ausgeprägtes dekoratives Interesse führten ihn zur Gestaltung von Bühnenbildern für das Landestheater Oldenburg und die Dekorationsausmalungen für die jährlichen Feste der „Vereinigung für junge Kunst“. Bis 1925 war Niesmanns Schaffen maßgeblich vom Expressionismus der „Brücke“-Künstler bestimmt.
Seit Mitte der 1920er Jahre reiste er regelmäßig nach Italien, wo er durch die mediterrane Kultur und die pittura metafisica Giorgio de Chiricos erneut künstlerisch angeregt wurde. In Oldenburg schuf Niesmann in dieser Zeit Wandbrunnen und eine Terracottastatue für das Alte Gymnasium, die sein Werk zum sich formierenden Neoklassizismus überleiteten. 1933/34 entstand sein nach eigenen Vorstellungen errichtetes Atelierhaus, in dem erstmals in der Region der Forderung nach funktionalem, am Bauhaus orientierten Bauen entsprochen wurde. Das Haus wurde zu einem Treffpunkt der Oldenburger Kunst- und Kulturszene. 1937/38 schuf Niesmann zwei Fresken („Aufstieg und Sturz des Ikarus“ und „Die Eroberung des Himmels durch die Technik“) für die Schütte-Lanz-Ehrenhalle des Oldenburger Landesmuseums für Kunst und Kulturgeschichte, was ihm eine Auseinandersetzung mit antiker Mythologie und modernem Technikglauben ermöglichte.
1939 wurde Adolf Niesmann zur Kriegsmarine einberufen und kehrte im August 1945 aus der Kriegsgefangenschaft nach Oldenburg zurück. Hier trat er 1947 dem neu gegründeten Bund Bildender Künstler bei. Niesmanns Arbeiten jener Jahre sind von stilistischer Vielfalt geprägt. Er entwickelte seinen an Pablo Picasso orientierten Personalstil weiter und erprobte neue Möglichkeiten malerischer Gestaltung, die ihn 1951 zum Tachismus führten. Mitte der 1950er Jahre kehrte Niesmann zur Gegenständlichkeit zurück, wobei der Darstellungsgegenstand, meist mediterrane Landschaften, stets summarisch und abstrahierend umgesetzt wird. In dieser Zeit wandte er sich auch wieder bauplastischer Gestaltung (z. B. Mosaike in Oldenburg) zu. 1961 schied Adolf Niesmann aus dem Berufsleben aus. Er war von 1960 bis 1963 der erste Vorsitzende der Landesgruppe Oldenburg des Bundes Bildender Künstler. In der Zeit von 1964 bis 1967 entdeckte er für sich Griechenland, speziell Kreta. Dort entstanden weitere abstrahierende Landschaftsbilder. Bis zu seinem Tod im Jahre 1990 setzte er sich mit dem aktuellen Kunstgeschehen auseinander.

## Bedeutung
Adolf Niesmann ist einer der bedeutendsten Maler der Klassischen Moderne im Oldenburger Land. Er griff Anregungen der zeitgenössischen nationalen und internationalen Kunstentwicklung auf und setzte sie in seinem künstlerischen Schaffen eigenständig um. Als Kunsterzieher hat er seine künstlerischen Maßstäbe an mehrere Generationen von Schülern weitergegeben. Sein künstlerisches Vermächtnis ist im Oldenburger Land bis heute fruchtbar und wurde mit mehreren Museumsausstellungen gewürdigt.